# Biblioteca nazionale della Grecia
La biblioteca nazionale della Grecia (in greco Εθνική Βιβλιοθήκη της Ελλάδος?) è la principale biblioteca ellenica, fondata nel 1832. Si trova ad Atene nel Centro culturale della Fondazione Stavros Niarchos, nella baia di Falero.

## Storia
L'idea iniziale di creare una biblioteca nazionale greca venne da Johann Jakob Mayer, un intellettuale filellenico, in un articolo dell'agosto 1824 pubblicato sul giornale Ellinika Chronika. L'idea venne messa in pratica dal nuovo governo greco guidato da Ioannis Kapodistrias, che unì la biblioteca nazionale ad altre istituzioni culturali come scuole, musei e case editrici. La sede temporanea venne stabilita nell'orfanatrofio dell'isola di Aegina sotto la direzione di Andreas Moustoxydis, che divenne quindi Presidente dell'orfanatrofio, direttore del museo archeologico nazionale di Atene e della scuola nazionale.
Nel 1830 le collezioni contavano 1.018 volumi, donati da cittadini greci e intellettuali filogreci. Nel 1834 la biblioteca venne trasferita ad Atene, temporaneamente situata nella zona dell'Agorà romana e successivamente nella chiesa della Panagia Gorgoepikoos. 
Nel 1842 la biblioteca venne unita alla biblioteca universitaria di Atene, che aveva una collezione di circa 15.000 volumi, venendo trasferita nei nuovi edifici dell'università. Il primo direttore della nuova istituzione (detto presidente) fu Georgios Kozakis-Typaldos, che rimase in carica fino al 1863. La biblioteca continuò a crescere rapidamente anche grazie a donazioni di libri rari provenienti da tutta Europa. Nel 1866 le due biblioteche vennero ufficialmente fuse in seguito ad un editto reale, dando vita alla Biblioteca nazionale della Grecia.

La sede neoclassica della biblioteca progettata da Theophil Hansen.

Nel 1888 iniziarono i lavori di costruzione di una nuova sede per la biblioteca, costruita in stile neoclassico. L'edificio venne finanziato da tre fratelli greci emigrati, Panagis, Marinos e Andreas Vallianos e progettato dal barone danese Theophil von Hansen come parte della sua trilogia di edifici neoclassici che includeva l'Accademia di Atene e gli edifici della nuova università. La biblioteca venne quindi trasferita nella nuova sede nel 1903.
Nel 2018 la biblioteca si è trasferita nella sua nuova sede Centro culturale della Fondazione Stavros Niarchos, nella baia di Falero. L'area costiera di più di 20 ettari ospitava in precedenza l'ippodromo di Atene, sostituito da un nuovo centro equestre per le Olimpiadi di Atene del 2004. Un nuovo masterplan prodotto da Renzo Piano che prevedeva lo spostamento della biblioteca nazionale e dell'opera nazionale nella zona venne finanziato dalla Fondazione Stavros Niarchos e successivamente donato allo Stato greco. Gli edifici gemelli si trovano al centro di un parco con vegetazione mediterranea e sono stati costruiti con particolare attenzione all'efficienza energetica.